# Future Cruise/Anti-Ship Weapon
Future Cruise/Anti-Ship Weapon (FC/ASW) je perspektivní protilodní střela vyvíjená z iniciativy Spojeného království a Francie evropským koncernem MBDA. Francouzské označení střely je Futur Missile Anti-Navire/Futur Missile de Croisière (FMAN/FMC). Střela má ve službě nahradit francouzské a britské střely s plochou dráhou letu Storm Shadow a protilodní střely Exocet a Harpoon. Práce na vývoji střely byly zahájeny roku 2017. V roce 2023 se na Pařížském aerosalonu k programu připojila také Itálie. Dokončení vývoje protilodní verze je plánováno na rok 2028 a protizemní verze na rok 2030.